# Mere Contemplations
Mere Contemplations är det tredje albumet av det norska melodiska metalbandet Enslavement of Beauty. Albumet gavs ut av INRI Unlimited 6 augusti 2007. All musik är skriven av Tony Eugene Tunheim och texterna av Ole Alexander Myrholt, utom "X and Moments" där större delen är hämtad från Emily Dickinsons dikt "X. In a Library". "Nostalgia Grows" är skriven av Myrholt tillsammans med Yara. Albumkonvolutet är designat av Sten Brian Tunheim.

## Låtlista
1. "A Study of Love and Methaphors" – 03:21
2. "X and Moments" – 04:07
3. "The Periolous Pursuit of Volition" – 03:31
4. "Exit There; and Disappear" – 05:07
5. "An Affinity for Exuberance" – 03:58
6. "Abundance Extends to Lush" – 03:44
7. "I Raise My craving Hands" – 03:27
8. "Nostalgia Grows" – 03:10
9. "Impressions" – 04:07
10. "11:23 pm" – 05:12

## Medverkande
Musiker (Enslavement of Beauty-medlemmar)
- Ole Alexander Myrholt – sång, sampling
- Tony Eugene Tunheim – gitarr, klaviatur, sampling

Bidragande musiker
- Lisa Tverrå Johnsen – sång (även i Loot the Lovre!)
- Hans Åge Holmen – basgitarr
- Asgeir Mickelson – trummor

Produktion
- Ole Alexander Myrholt – ljudtekniker, ljudmix, mastering
- Tony Eugene Tunheim – ljudtekniker, ljudmix
- Stian Jensen – mastering
- Henrik Ryösä – mastering
- Sten Brian Tunheim – omslagsdesign, omslagskonst